# Louis Amédée Stéphane Curé
Louis Amédée Stéphane Curé, né le 20 juin 1853 à Rouvray (Côte-d'Or) et mort le 28 décembre 1930 à Paris, est un militaire français.

## Biographie
Louis Amédée Stéphane Curé est le fils de Charles Eugène Curé, buraliste, et de Joséphine Jeanne Chopard.  Il épousera le 22 juillet 1898 Marie Coutanseau.
De son vivant, une rue nouvellement créé au début des années 1920 à hersin-Coupigny portera son nom en son hommage.

## Grades
- Élève de Saint-Cyr de 1872 à 1874 - 57e Promotion dite du Shah.
- 1er septembre 1874 : Sous-lieutenant
- 26 avril 1880 : Lieutenant
- 13 août 1882 : Capitaine
- 26 octobre 1893 : Chef de bataillon
- 30 octobre 1899 : Lieutenant-colonel
- 25 mars 1906 : Colonel
- 27 décembre 1909 : Général de brigade
- 19 juin 1913 : Général de division

## Postes
- 1874 : 13e bataillon de chasseurs à pied
- 1875 : 66e régiment d'infanterie
- 1876 : École d'application d'État-Major
- 1877 : 25e régiment de dragons
- 1880 : Campagne en Afrique avec le 4e régiment de zouaves
- 1880 : 83e régiment d'infanterie
- 1881 : Corps expéditionnaire de Tunisie
- 1882-1884 : Travaux topographiques en Afrique
- 1885 : Capitaine à l'état-major de la 29e division d'infanterie
- 1889-1892 : Capitaine au 112e régiment d'infanterie
- 1893 : Capitaine au 157e régiment d'infanterie
- 1893 : Capitaine au 9e régiment d'infanterie
- 1893 : Chef de bataillon au 74e régiment d'infanterie
- 1896-1899 : État-major de l'armée, 3e bureau
- 1899 : Sous-chef d'état-major au 10e Corps d'Armée
- 1906 : Colonel au 163e régiment d'infanterie
- 1906 : Chef de corps du 80e régiment d'infanterie de Narbonne
- 1909 : Chef d'état-major du 7e Corps d'Armée
- 1911 : général commandant la 38e brigade d'infanterie
- 1913 : Membre du Comité technique du Génie
- 1913 : Général commandant la 14e division d'infanterie
- 1915 : Général commandant le 9e Corps d'Armée

## Distinctions

### Décorations Françaises
|  |

- Chevalier de la Légion d'honneur (30 décembre 1892)[2]
- Officier de la Légion d'honneur (27 juillet 1907)
- Commandeur de la Légion d'honneur (11 juillet 1914)
- Grand-officier de la Légion d'honneur (28 octobre 1915)
- Médaille commémorative de la guerre 1914-1918.

### Décorations Étrangères importantes
- Tunisie : Officier du Nichan Iftikhar.